# Zingiber longipedunculatum
Zingiber longipedunculatum là một loài thực vật có hoa trong họ Gừng. Loài này được Henry Nicholas Ridley miêu tả khoa học đầu tiên năm 1908.

## Mẫu định danh
Các mẫu định danh bao gồm:
- Zingiber longipedunculatum: Hewitt J. s.n.;[2] thu thập năm 1907 tại Sarawak, Borneo. Mẫu holotype lưu giữ tại Vườn Thực vật Hoàng gia tại Kew (K).
- Zingiber longipedunculatum var. lambirense: Sakai S. 248; thu thập ngày 14 tháng 6 năm 1995 ở tọa độ khoảng 4°12′0″B 113°59′0″Đ / 4,2°B 113,98333°Đ, Vườn quốc gia Lambir Hills, đầm lầy gần sông Aji, Lambi Hills, Sarawak, Borneo. Mẫu holotype lưu giữ tại Đại học Kyoto (KYO), mẫu isotype lưu giữ tại Cục Lâm nghiệp bang Sarawak ở Kuching, Sarawak (SAR).[3]

## Từ nguyên
Tính từ định danh longipedunculatum có nguồn gốc từ tiếng Latinh, bao gồm phó từ longe nghĩa là dài và tính từ pedunculatum (giống đực: pedunculatus, giống cái: pedunculata) nghĩa là cuống cụm hoa; để nói tới cuống cụm hoa dài của loài này.

## Phân bố
Có trên đảo Borneo, ở cả phần thuộc Malaysia lẫn phần thuộc Indonesia cũng như tại Brunei. Loài cây thảo thân rễ này phỏ biến trong các rừng thứ sinh đầm lầy, ở cao độ 20-1.210 m.

## Phân loại
Loài này được xếp trong tổ Zingiber.

## Mô tả
Cây thảo cao 1-1,5 m. Thân lá mập, tới 21 lá mỗi thân. Cuống lá ngắn, dài tới 5 mm. Phiến lá từ thuôn dài tới hình mác, đỉnh nhọn thon hình đuôi, phần nhọn dài tới 1,5 cm, đáy hẹp tới hình nêm, rộng nhất ở gần đoạn giữa, hơi có lông tơ ở đáy, những phần khác nhẵn nhụi, dài 30 cm, rộng 5-6,5 cm. Lưỡi bẹ thuôn tròn tới 2 thùy nông, dài 3–5 mm, có lông tơ, mép mỏng, đôi khi có lông rung. Bẹ dài 10 cm, từ thưa lông tơ đến nhẵn nhụi nhưng hơi rậm lông phía dưới các lưỡi bẹ gần mép, mép các phần khác dạng màng. Cụm hoa mọc từ thân rễ, màu đỏ tươi. Cuống cụm hoa dài 30–40 cm, mập, phủ phục trên mặt đất; được che phủ bằng khoảng 5 bẹ dạng vảy thuôn dài, dài 5–6 cm, cắt cụt, hình ống ở đáy tới 1,2 cm, có lông tơ cả hai mặt, thưa lông hơn ở mặt trong. Cành hoa bông thóc từ hình trứng tới hình trụ nhọn thon, đáy không hẹp, dài 5,5–15 cm, đường kính 2,5-4,5 cm. Lá bắc hình trứng tù tới thuôn dài, 2,5–4 cm × 1,3-1,8 cm, mép phía dưới dạng màng khô xác, mép phía đỉnh rậm lông rung đặc biệt khi non, mặt ngoài có lông tơ và rậm lông ở đáy, mặt trong từ nhẵn nhụi tới có lông tơ, đỉnh tù hoặc đôi khi nhọn thon rất ngắn và có lông rung, từ phẳng tới uốn ngược mạnh. Lá bắc con ~2,6 × 0,7 cm, thuôn dài, hở tới đáy, có lông tơ mặt ngoài, nhẵn nhụi mặt trong trừ đỉnh có lông rung. Hoa mọc đơn lẻ, màu trắng. Đài hoa dài ~2,2 cm, hình ống, chẻ một bên ở nửa trên, có lông tơ ở 5 mm phía dưới mặt ngoài, những phần khác nhẵn nhụi, đỉnh nhọn hoặc 2 thùy dài 3 mm, có lông rung nhỏ. Ống tràng dày, dài 3,5–4 cm, nhẵn nhụi mặt ngoài, có lông ở họng mặt trong; các thùy tràng nhẵn nhụi; thùy tràng lưng ~2,5 × 1 cm, hình mác; các thùy bên ~2,6 × 0,45 cm, thẳng, hợp sinh với cánh môi và với nhau trong khoảng 8 mm ở đáy. Cánh môi rộng, ~2 × 1,75 cm, 3 thùy; thùy giữa ~1,5 × 1 cm, hình trứng, 2 thùy nông ở đỉnh; các thùy bên ~0,4 × 0,3 cm, thuôn dài và nguyên, nhẵn nhụi. Nhị không dài hơn tràng hoa. Bao phấn dày, với chỉ nhị dài ~1 mm, có phần phụ, cong hẹp thành điểm nhọn dài. Các mô vỏ bao phấn dài 1,2 cm, rộng 2,5 mm, nhẵn nhụi, nứt dọc theo toàn bộ chiều dài. Mào bao phấn dài 8 mm, hình tam giác, bao quanh vòi nhụy. Vòi nhụy mập, dài ~6 cm, nhẵn nhụi. Đầu nhụy rộng ~0,7 mm, hình chén, khi ép dẹp hình tam giác, với các lông dài viền trên mép, nằm hơi cao hơn đỉnh mào bao phấn. Bầu nhụy ~4 mm, có lông. Tuyến trên bầu ~7 mm, thẳng, 2 thùy. Không thấy quả. Hoa nở vào khoảng buổi trưa, được các loài ong Amegilla thu thập phấn hoa.
Shoko Sakai và Hidetoshi Nagamasu (2006) công nhận thứ lambirense ở Lambi Hills, nhưng các khác biệt chỉ là mặt trong lá bắc có lông và các lá lá bắc phẳng không uốn ngược, khó có thể được coi là một thứ riêng biệt.